# رنه بارینتوس
رنه بارینتوس (انگلیسی: René Barrientos; زاده ۳۰ مهٔ ۱۹۱۹ – درگذشته ۲۷ آوریل ۱۹۶۹) سیاستمدار اهل بولیوی بود. او از ۶ اوت ۱۹۶۶ تا ۲۷ آوریل ۱۹۶۹ رئیس‌جمهور بولیوی بود.
رنه بارینتوس در ۲۷ آوریل ۱۹۶۹، در سن ۴۹ سالگی در سانحه هوایی کشته شد.